# Petrus van Schooten
Petrus (Pieter) van Schooten (Leiden, 22 februari 1634 - Leiden, 30 november 1679) was een Nederlands wiskundige, hoogleraar Nederduitse Mathematiek (Militaire Wiskunde) aan de Leidse ingenieursschool, en hoogleraar Latijnse Mathesis aan de Universiteit Leiden.

## Levensloop
Van Schooten was de zoon van Frans van Schooten Sr. en Maria Goolen (Golius), en halfbroer van 19 jaar oudere Frans van Schooten Jr.. Beide broers volgde in de voetsporen van hun vader en werden hoogleraar aan de Leidse ingenieursschool en Universiteit van Leiden.
Op 7 november 1661 werd hij aan de Leidse ingenieursschool aangesteld als buitengewoon hoogleraar in Nederduitse Mathematiek (Militaire Wiskunde), als opvolger van zijn overleden broer. In 1669 volgde hiernaast de benoeming tot hoogleraar Latijnse Mathesis aan de Universiteit van Leiden. 

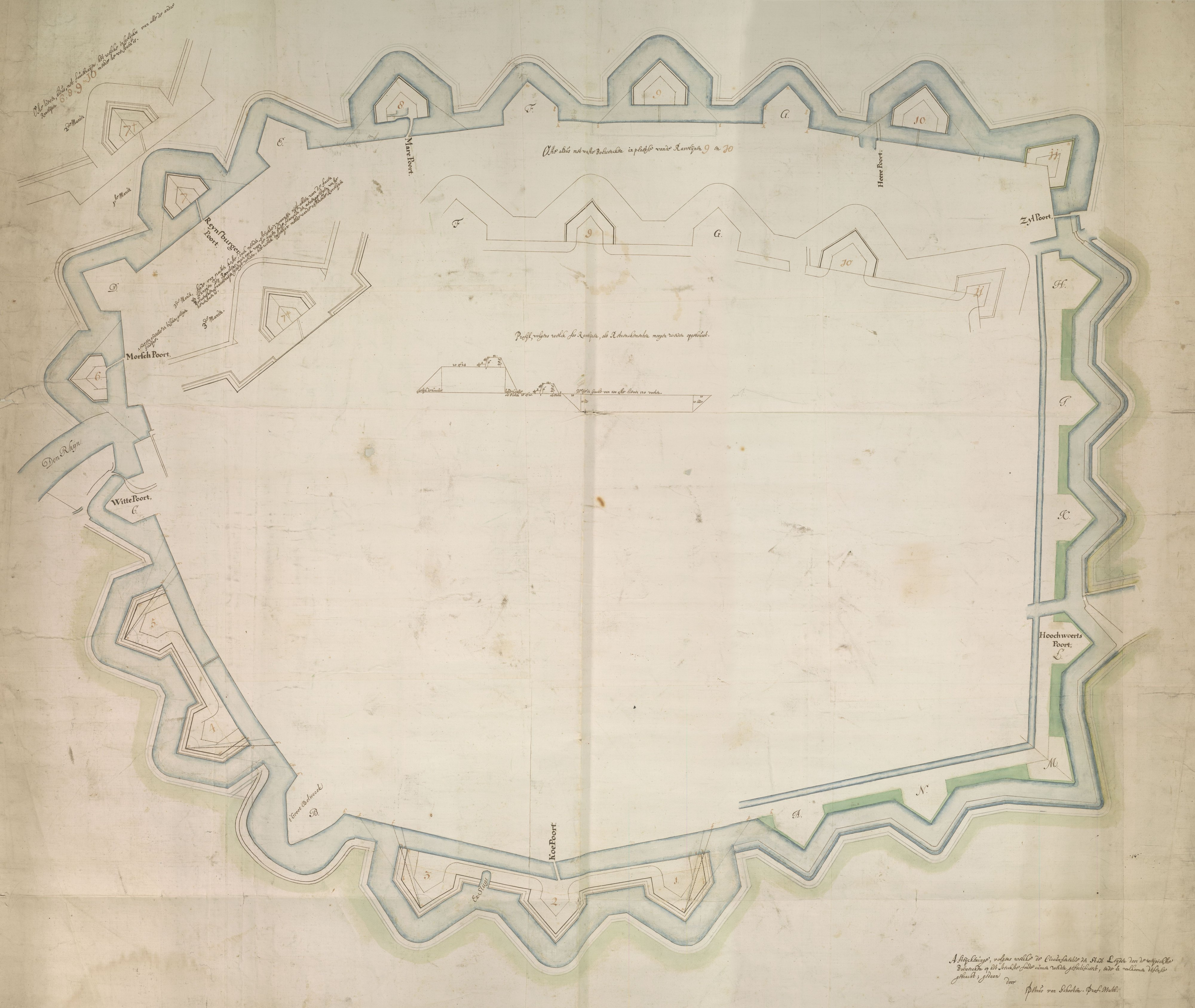
Kaart van fortificaties van Leiden door Pieter van Schooten, ca. 1672.

Na jaren van onenigheid kreeg Van Schooten in 1670 toestemming om aan de Leidse ingenieursschool naast het bestaande rooster extra lessen in het Latijn te houden. Tot die tijd was er uitsluitend in het Nederlands lesgegeven, daar veel van de doelgroep, landmeters, timmermannen en ambachtslieden, geen Latijn hadden geleerd. De populariteit van de school bleef echter dalen, en na de dood van Van Schootens werd in 1681 de deuren gesloten.
Als wiskundige heeft Van Schooten geen oorspronkelijk werk geleverd. In de voetsporen van zijn broer bleef hij wel het werk van Rene Descartes, mede door de heruitgave van La Géometrie van Descartes. voorzien van commentaar.
Aan de Universiteit van Leiden werd het wiskunde onderwijs verder gegeven door Jacobus Golius (1596-1667), tevens hoogleraar Arabisch, en zijn opvolger Christiaan Melder (1668-1681).

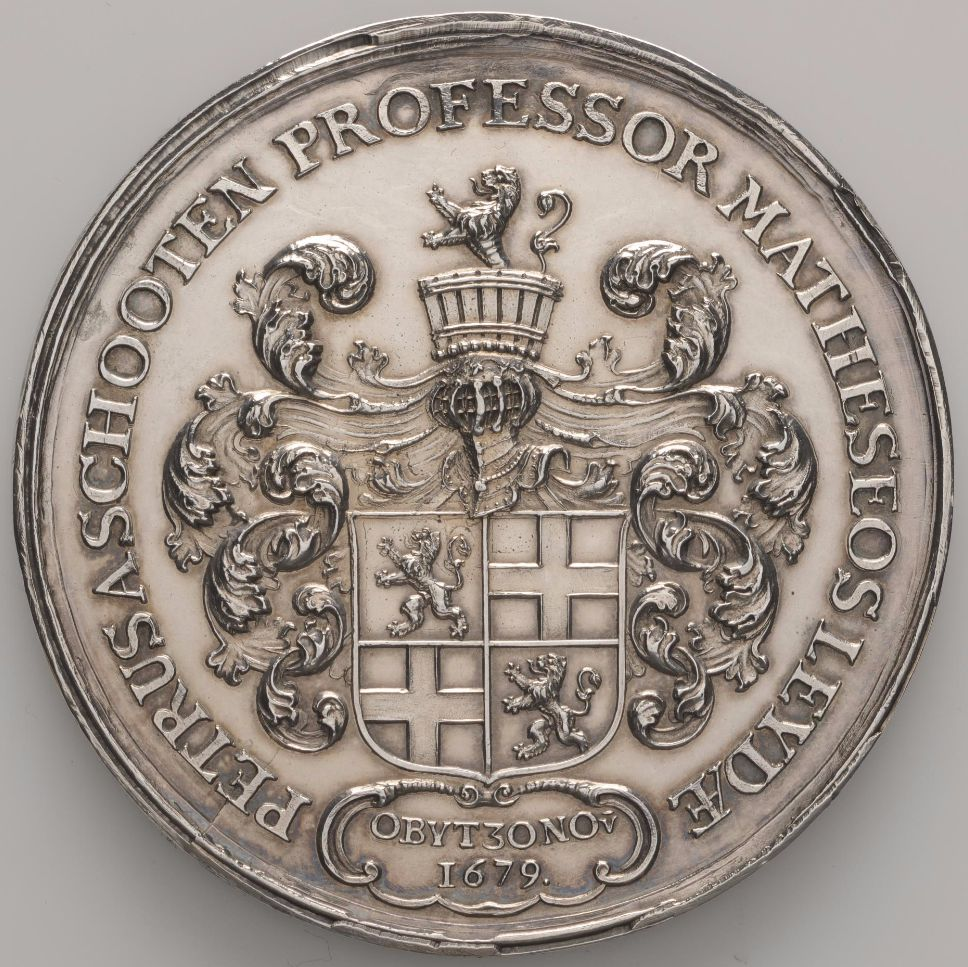
Muntzijde van begrafenispenning.

Na zijn overlijden werd in Leiden in 1669 een Zilveren begrafenispenning van Petrus van Schooten geslagen (zie afbeelding). In 1660 was er al eerder een overlijdenspenning van zijn broer Franciscus A Schouten uitgegeven.

## Trivia
Begin 19e eeuw heeft de Leidse hoogleraar Matthijs Siegenbeek in zijn Geschiedenis der Leidsche Hoogeschool, van hare oprigting in den jare 1575 tot het jaar 1825 uit 1829 beweert, dat Petrus niet een zoon van Van Schooten sr., maar van Van Schooten jr. was. En dat Martinus Soermans dit in zijn Academisch Register uit 1702 hem onterecht als broeder had omschreven. Later in de 19e eeuw hebben schrijvers als Gerrit Nieuwenhuis in zijn Algemeen woordenboek van kunsten en wetenschappen uit 1840 Siegenbeek weer tegengesproken.

## Publicaties
- Rene Descartes, Petrus van Schooten, La Géometrie van Descartes. 2e editie, met commentaar.
- Petrus van Schooten. De concinnandis demonstrationibus Geometricis ex calculo Algebraico. L.B. 1661

Kaarten
- Kaart van Fortificaties van Leiden door Pieter van Schooten[9]

Publicaties over Petrus van Schooten
- Van der Aa. "Schotten (Petrus van)," in: Biographisch Woordenboek der Nederlanden, 1852.
- De Waard, "Schooten (Pieter van)," in: Nieuw Nederlands Biografisch Woordenboek (NNBW), 1911-1937.